# Vassili Molokov
Vassili Sergeyevich Molokov (en russe : Васи́лий Серге́евич Мо́локов), né le 13 février 1895 à Molokowo et mort le 29 décembre 1982 à Moscou, est un aviateur soviétique, major général de l'aviation (1940) et héros de l'Union soviétique (29 avril 1934).

## Biographie
Vassili Molokov est né dans le village d'Irininskoye dans le gouvernorat de Moscou (aujourd'hui Molokovo dans l'oblast de Moscou) le 13 février 1895. À partir de 1904, il travaille dans un atelier de fabrication de boîtes à Moscou, puis comme marteleur et métallurgiste dans une forge.
Il entre dans l'armée impériale russe en 1915. Il rejoint ensuite l'Armée rouge en janvier 1918 et prend part à la guerre civile russe. En 1921, il est diplômé de l'École de l'aviation navale de Samara puis suit des cours de perfectionnement à l'Académie des ingénieurs de l'Armée de l'air Joukovski (1929). Depuis 1925, il est membre du Parti communiste.
En 1931, il rejoint l'aviation civile. Il est pilote pour des compagnies aériennes en Sibérie et en Extrême-Orient russe. En avril 1934, il participe avec succès à l'opération de sauvetage aérien dans l'Arctique pour récupérer les personnes du navire à vapeur Tcheliouskine qui a coulé, depuis un aérodrome improvisé sur la glace en mer des Tchouktches. Il sauve 39 hommes - plus que tout autre pilote de l'opération. Son R-5 biplace embarque 6 hommes, utilisant des caissons de parachute sous les ailes pour transporter les passagers. Pour cet acte, il reçoit le titre de Héros de l'Union soviétique.
Il effectue en 1935 un vol épique sur la route Krasnoïarsk - Kirensk - Yakoutsk - Nagaevo - Nizhnekolymsk (en) - Uelen et retour le long de la côte arctique jusqu'à Arkhangelsk sur un hydravion Dornier Do J. Ce vol ouvre une nouvelle ligne au-dessus de la Sibérie orientale et du Kamtchatka.
En 1936, il réalise un vol le long de la côte arctique soviétique. En 1937, il participe à une expédition au pôle Nord en tant que pilote de commandement du TB-3 et dépose l'équipage d'une station dérivante. En 1938, il est nommé chef de la direction générale de la flotte aérienne. Pendant la guerre germano-soviétique, il est nommé le 9 octobre 1941 représentant autorisé du Comité d'État à la Défense pour la création d'une route de ferry classée ALSIB (en) pour les avions de Fairbanks à Krasnoïarsk.
Pendant une courte période, il dirige le Gromov Flight Research Institute (en) (1942-1943).
À partir de 1943, il commande la 213e division d'aviation de bombardiers de nuit sur les fronts occidental et de la 3e biélorusse. Il est placé en réserve en 1947.
Mort en 1982, il est enterré à Moscou, au cimetière de Kountsevo.

## Récompenses et distinctions
- Héros de l'Union soviétique
- Trois ordres de Lénine
- Deux Ordres du Drapeau Rouge
- Ordre de Souvorov de 2e classe
- Ordre de Koutouzov de 2e classe
- Ordre de la Guerre Patriotique de 1re classe
- Ordre de l'Étoile Rouge
- Médailles de campagne et de jubilé

### Honneurs

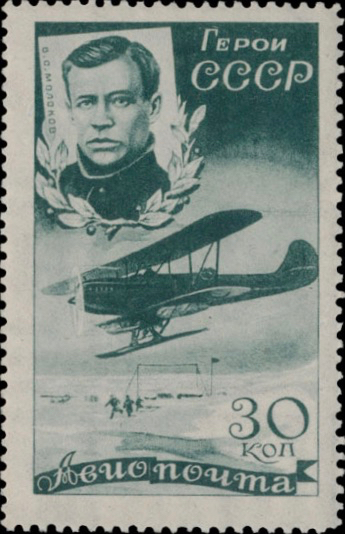
Cachet de la poste de 1935.

- En 1934, sa ville natale, Irininskoye, est rebaptisée Molokovo.
- En 1935, un cachet de la poste russe lui est dédié.
- Une statue a été installée en 2010 dans sa ville natale pour commémorer son 115e anniversaire.
- Le cap Molokov sur la Terre François-Joseph porte son nom.
- L'île Molokov, sur la Ienisseï, a été nommée en son honneur.
- Ulitsa Molokova (rue Molokov) à Moscou, Krasnoïarsk et Ekaterinbourg[1].